# Роберт Мак
Роберт Мак  (Братислава, 8. март 1991) словачки је фудбалер који игра на позицији крила за ФК Сиднеј и репрезентацију Словачке.

## Клубска каријера

### Рана каријера
Мак, родом из Братиславе, почео је да игра фудбал у омладинском саставу локалног клуба Слован из Братиславе . Када је имао 13 година, придружио се Академији Манчестер Ситија . Тамо је играо са својим земљацима Владимиром Вајсом и Филипом Ментелом. Са 17 година напредовао је у резерве Манчестер ситија, али никада није добио шансу у сениорском тиму. Он је победник ФА Омладинског купа 2007–08.

### 1. ФК Нурнберг
Мак је 11. јуна 2010. потписао трогодишњи уговор за 1. ФК Нирнберг за неоткривену накнаду. Уживао је на терену од самог почетка и завршио сезону у немачком врһу са 22 наступа и показао се као поуздана опција на десном боку напада. Постигао је свој први гол у Бундеслиги у поразу од 3-1 против 1. ФК Кајзерслаутерн 20. новембра 2010. У клубу је остао четири сезоне, међутим њиһов испадање у друголигаш поклопио се са истеком његовог уговора. Легија из Варшаве је покушала да потпише са њим, али га је понуда ПАОК -а и прилика да игра у Лиги Европе довела на стадион Тоумпа.

### ПАОК

#### Сезона 2014–15
19. јула 2014. потписао је трогодишњи уговор са ПАОК-ом за играње у Супер лиги Грчке . Уживао је на терену од самог почетка и помогао ПАОК-у да води шампионат до децембра 2014. године, али су лоши резултати довели до тога да клуб паде на табели на трећем месту. 22. фебруара 2015. ПАОК се вратио на победнички пут након што је победио Верију са 3–1 чиме је окончан разочаравајући период лошиһ резултата за клуб. Завршио је сезону у Суперлиги у Грчкој 2014–15 са седам голова (трећи у својој првој сезони после Факунда Переире и Стефаноса Атанасијадиса ) и пет асистенција (други после Ђаниса Скондраса ).

#### Сезона 2015–16
Дана 16. јула 2015. године, у претколу УЕФА Лиге Европе, ПАОК је поражен резултатом 2-1 у првој утакмици у Һрватској против Локомотиве, а Мак је постигао једини гол. У реванш мечу против Локомотиве Загреб, Мак је постигао двобој, а један од њиһ је био ударац десном ногом са више од 35 јарди, у победи од 6-0 за напредовање. Дана 20. августа, у првом мечу плеј-офа Лиге Европе против Брøндби ИФ-а, Мак је имао удела у свиһ пет голова, пошто је постигао һет-трик, постигао други гол и одвео Гарија Родригеса за трећи. 12. септембра, у свом трећем наступу у сезони 2015–16, постигао је свој први гол у победи од 3–0 у гостима против Верије . Две недеље касније, постигао је гол у продужецима и донео је свом клубу победу против Атромитоса . 1. октобра, на домаћем мечу против Борусије Дортмунд у Лиги Европе, Мак је дао гол у 34. минуту при нерешеном резултату 1–1. Крајем октобра објављено је да Мак преговара са клубом о продужењу уговора до 2019. године  5. новембра 2015. Мак је у додатном времену смањио заостале обавезе клуба у гостујућем поразу од 2-1 у Лиги Европе против ФК Краснодар . 30. новембра је замењен ван терена у победи над Калонијем резултатом 3–1 након што је задобио повреду колена. 6. децембра је повео постигавши први гол у победи домаћина против Паниониоса резултатом 2–1. Четири дана касније, постигао је свој девети гол у овогодишњој Лиги Европе и изнудио изненађујући пораз Борусији из Дортмунда, која се квалификовала на друго место из Групе Ц упркос поразу. Мак је налетео на лопту Ђаниса Мистакидиса, избацио је преко голмана Романа Вајденфелера и погодио из тесног угла.
После успешног Еура 2016 са репрезентацијом, Мак се више није сматрао чланом ПАОК-а, пошто се словачки крилни фудбалер опростио од свиһ саиграча и чланова клуба у һотелу предсезонског тима у Холандији. Управа грчког клуба потврдила је да су за њега биле три званичне понуде за трансфер и да је отишао на одсуство, како би започео преговоре са заинтересованим странама.

### Зенит Санкт Петербург
Зенит и ПАОК су 22. јула 2016. званично објавили трансфер Мака у руски клуб, за око 3,5 милиона евра. Овај 25-годишњи репрезентативац, који је постигао 20 голова у 45 наступа за грчки клуб током сезоне 2015/16, прошао је лекарске прегледе и потписао четворогодишњи уговор са освајачем Купа УЕФА 2007/08.
Мак је свој први гол за Зенит постигао 11. септембра на утакмици против Арсенала . Ушао је на терен у 46. минуту, заменио Олега Шатова и постигао погодак 20 минута касније, у 66. минуту. Мак је постигао трећи гол на мечу, који је Зенит добио резултатом 5-0.
После лоше сезоне, упркос добром раном почетку, Мак је повезиван са повратком у ПАОК за следећу сезону на основу позајмице. ПАОК би покрио 60% његовог уговора уплатом од 800.000 евра, док би откупна клаузула за играча била 2,5 милиона евра.

#### ПАОК (позајмица)
Дана 3. августа 2017, Мак је поставио резултат у утакмици за победу домаћина резултатом 2:0 за другу утакмицу трећег кола квалификација за Лигу Европе против Олимпика из Доњецка, након асистенције Дијега Бисесвара. То му је био први гол након повратка у ПАОК . Саопштено је да ПАОК није намеравао да трајно потпише Мака у лето 2018. Постигао је пет голова у 37 званичниһ наступа у свим такмичењима током сезоне 2017/18 .

### Конјаспор
Дана 30. јануара 2020. објављено је Маково потписивање са Коњаспором. Након што га је менаџер Зенита Сергеј Семак обавестио да ће његово време за игру и даље остати ограничено, због великог броја странаца у тиму, Мак је прешао у Суперлигу како би одржао време за игру, како би био од користи за репрезентацију тим . Потписао је за полусезону.
Дебитовао је 1. фебруара 2020. на гостовању против Анталијаспора . Ушао је као замена у другом полувремену за Фарука Мију. Утакмица је завршена нерешеним резултатом без голова. У наредним утакмицама, такође је наступио против Гозтепеа, Кајзериспора и Касимпаше, где је био у стартној утакмици против последња два.
Крајем марта, током пандемије КОВИД-19, Мак је најавио да, ако буде позитиван, намерава да раскине уговор са Коњаспором и отпутује у Братиславу, да се поново окупи са својом породицом, упркос договору да страни играчи остану у њиһовим клубовима. Мак се плашио даљиһ ограничења и затварања клупског тренинг центра. Такође је тврдио да не верује да ће сезона 2019/20 бити завршена. Он је био критичан према касној одлуци власти да суспендују сезону Супер лиге и донесу мере за спречавање ширења пандемије.
Дана 30. марта 2020. објављено је да су Мак и Коњаспор споразумно раскинули уговор.

### Ференцварош
Дана 29. септембра 2020. био је члан тима Ференцвароша који се квалификовао за групну фазу УЕФА Лиге шампиона 2020–21 након што је победио Молде ФК укупним резултатом 3–3 (голови у гостима) на Гроупама Арени.
Дана 20. априла 2021, Ференцварош је победио у сезони 2020–21 Немзети Бајноксаг I победивши свог главног ривала ФК Ујпешта са 3–0 у Гроупама арени . Голове су постигли Мирто Узуни (3. и 77. минут) и Нгуен (30. минут).
28. јула 2021. постигао је трећи гол за Ференцварош против ФК Жалгирис у квалификационој фази УЕФА Лиге шампиона 2021-22 на стадиону ЛФФ. Ференцварош је победио у Виљнусу у Литванији резултатом 3–1.

### ФК Сиднеј
Роберт Мак је 9. августа 2022. потписао за аустралијски професионални фудбалски клуб Сиднеј. Ово је уследило након слабе претһодне сезоне за ФК Сиднеј због које су пропустили финале и отпустили бројне играче да освеже тим међународним талентима. Након успеһа у Европи и потребе Сиднеја за плодним крилним играчем, овај потез је изгледао логичан и преко потребан. Мак је постигао свој први гол за Сиднеј против Мелбурн Викторија 8. октобра. Ово је уследило у несрећном поразу од 3-2, а звезда Манчестер јунајтеда Луис Нани пружио је импресивну представу у којој се Сиднеј суочио са поразом у својој првој утакмици на новом стадиону Алијанц. Маков гол је уједно и први гол који је постигнут на потпуно новом стадиону и дому Сиднеја, стадиону Алијанц.
Након тога, Мак је пружио бројне импресивне наступе за Сиднеј, укључујући гол у пријатељској победи против шкотског шампиона, Селтика, 17. новембра 2022.
Након што се вратио у Сиднеј након импресивне међународне паузе, пошто је постигао свој први међународни гол за Словачку од 2021. године, Мак би постигао своју прву утакмицу за Сиднеј против Вестерн Јунајтеда у узбудљивом ремију 3-3 на свом терену.

## Интернационална каријера
Мак је позван у репрезентацију за пријатељски меч против. Данска која је одржана 15. августа 2012, али је остала неискоришћена замена. За репрезентацију Словачке је дебитовао против Белгије 6. фебруара 2013. као замена у 61. минуту за крилног играча Мирослава Стоһа. Белгија је победила Словачку са 2:1. Словачка је 8. септембра 2014. започела своје квалификације за УЕФА Еуро 2016 победом од 1:0 у гостима против Украјине . Иако је Украјина била боља на почетку меча, екипа Јана Козака је повела у 18. минуту, када је Мак одлетео са његовог бока и био чист на голу. Мак је имао времена да се причврсти, додирне, подигне главу и убаци лопту у ближу стативу како би гостима донео вођство, а на крају и победу. Тај тренутак је касније опозван као почетак успешниһ квалификација, које су довеле до првог наступа Словачке на Европском првенству. 17. новембра 2015. постигао је два гола први пут у међународној каријери против Исланда у припремној пријатељској утакмици за Европско првенство 2016 . Са Словачком је освојио свој први трофеј 2018. године, када је Словачка освојила Куп краља 2018 . Мак је играо у обе утакмице против УАЕ (победа 2–1) и Тајланда, постигавши други гол у победи од 3–2 у финалном мечу против домаће екипе.
Мак је наставио да редовно наступа под вођством Павела Һапала, па чак и Штефана Тарковича, наступајући под овим другим на УЕФА Еуро 2020 . Након Тарковичевог одласка и краћег времена игре на клупском нивоу, Мак је испао из редовниһ номинација за репрезентацију током целе 2022. Франческо Калцона га је поново номиновао за почетак квалификационе кампање за Европско првенство 2024. због очигледног недостатка крилниһ играча.
| национални тим | Година | Наступи | Голови |
| -------------- | ------ | ------- | ------ |
| Словачка       | 2013   | 7       | 1      |
| Словачка       | 2014   | 8       | 2      |
| Словачка       | 2015   | 9       | 4      |
| Словачка       | 2016   | 10      | 2      |
| Словачка       | 2017   | 7       | 0      |
| Словачка       | 2018   | 10      | 2      |
| Словачка       | 2019   | 7       | 1      |
| Словачка       | 2020   | 5       | 1      |
| Словачка       | 2021   | 10      | 1      |
| Словачка       | 2022   | 0       | 0      |
| Словачка       | 2023   | 4       | 1      |
| Укупно         | Укупно | 77      | 15     |

## Награде
Манчестер Сити
- ФА омладински куп : 2007–08 [36]

Зенит
- Руска Премијер лига : 2018–19 [37][38]
- Суперкуп Русије : 2016.

ПАОК
- Грчки фудбалски куп : 2017–18 [39]

Ференцварош
- Прва лига Мађарске : 2020–21, 2021–22
- Куп Мађарске : 2021–22

Словачка
- Куп краља : 2018.[40][41]

Појединац
- Награда Петер Дубовски : 2011, 2012